# Colton Ryan
Colton Ryan (Lexington, 10 giugno 1995) è un attore statunitense.

## Biografia
Colton Ryan ha fatto il suo debutto sulle scene nel 2015 in un allestimento del musical The Secret Garden in scena nell'Idaho, prima ancora di terminare gli studi alla Baldwin Wallace University. Nel 2016 ha fatto il suo debutto a Broadway in Dear Evan Hansen, in cui era il sostituto per i ruoli principali di Evan Hansen, Connor Murphy e Jared Kleinman. È rimasto nel cast di Dear Evan Hansen fino al 2017, anno in cui ha fatto il suo esordio sul piccolo schermo in Law & Order - Unità vittime speciali, a cui sono seguiti ruoli secondari Homeland - Caccia alla spia e The Americans.
Nel 2018 ha recitato nell'Off-Broadway nei musical Alice By Heart di Duncan Sheik e Girl From North Country di Bob Dylan e per il seconda ha vinto il Theatre World Award. L'anno successivo ha recitato al cinema nel film Adam, a cui è seguito Zio Frank nel 2020. Sempre nel 2020 è tornato a recitare a Broadway in Girl From North Country, mentre l'anno seguente è tornato ad interpretare Connor Murphy nell'adattamento cinematografico del musical con cui aveva esordito a Broadway, Dear Evan Hansen. Nel 2023 ha interpretato Jimmy nel musical New York, New York a Broadway, ottenendo una candidatura al Tony Award al miglior attore protagonista in un musical.

## Filmografia

### Cinema
- Adam, regia di Rhys Ernst (2019)
- The Social Ones, regia di Laura Kosann (2019)
- Zio Frank (Uncle Frank), regia di Alan Ball (2020)
- Caro Evan Hansen (Dear Evan Hansen), regia di Stephen Chbosky (2021)

### Televisione
- Law & Order - Unità vittime speciali (Law & Order: Special Victims Unit) – serie TV, 1 episodio (2017)
- Homeland - Caccia alla spia (Homeland) – serie TV, 3 episodi (2018)
- The Americans – serie TV, 1 episodio (2018)
- Little Voice – serie TV, 9 episodi (2020)
- The Girl from Plainville - serie TV, 8 episodi (2022)

## Teatro
- The Secret Garden, libretto di Marsha Norman, colonna sonora di Lucy Simon. Idaho Shakespeare Festival di Boise (2015)
- My Fair Lady, libretto di Alan Jay Lerner, colonna sonora di Frederick Loewe. Great Lakes Theater di Omaha (2016)
- Dear Evan Hansen, libretto di Steven Levenson, colonna sonora di Pasek & Paul. Music Box Theatre di Broadway (2016)
- Girl From North Country, libretto di Enda Walsh, colonna sonora di Bob Dylan. Public Theater dell'Off-Broadway (2018)
- Alice By Heart, libretto di Jessie Nelson e Steven Sater, colonna sonora di Duncan Sheik. MCC Theater dell'Off-Broadway (2019)
- Girl From North Country, libretto di Enda Walsh, colonna sonora di Bob Dylan. Belasco Theatre di Broadway (2020)
- New York, New York, libretto di David Thompson, Sharon Washington e Lin-Manuel Miranda, colonna sonora di John Kander e Fred Ebb, regia di Susan Stroman. St. James Theatre di Broadway (2023)

## Riconoscimenti
- Drama League Award
  - 2023 – Candidatura per la miglior performance per New York, New York
- Outer Critics Circle Award
  - 2023 – Candidatura per la miglior performance per New York, New York
- Theatre World Award
  - 2019 – Miglior esordiente per Girl From North Country
- Tony Award
  - 2023 – Candidatura per il miglior attore protagonista in un musical per New York, New York

## Doppiatori italiani
- Alessandro Fattori in Zio Frank
- Alex Polidori in Little Voice
- Manuel Meli in Caro Evan Hansen